# Флавии (род)
Фла́вии (лат. Flavii или gens Flavia) — древнеримский плебейский род, известный с IV века до н. э. Первым из Флавиев, добившимся известности, был Марк Флавий — народный трибун 327 и 323 годов до н. э. Первым представителем рода, достигшим консульства, был Гай Флавий Фимбрия (104 год до н. э.). Род прославился в I веке н. э., когда представители одной из его ветвей — Флавии Сабины — стали претендовать на императорскую власть.
При Империи число лиц, носивших этот номен, стало очень большим, возможно, из-за большого числа вольноотпущенников при императорской династии Флавиев (вольноотпущенники обычно принимали номены своих покровителей, и поэтому многочисленные лица, получившие свободу при императорах Флавиях, приняли номен Флавий, которое затем передавалось их потомкам).
В более поздний период Империи имя Флавий часто переходило от одного императора к другому, начиная с Констанция Хлора, отца Константина Великого. Это имя стало настолько вездесущим, что его иногда трактовали как преномен, вплоть до регулярного сокращения Fl., и оно даже описывается как преномен в некоторых источниках, хотя на самом деле никогда не использовалось как личное имя. Последним императором, принявшим это имя, был восточный император Константин IV в VII веке.

## Происхождение
Флавии времён Республики претендовали на сабинское происхождение и, возможно, были связаны с Флавиями, жившими в Реате в I веке н. э., от которых происходил император Веспасиан; но этот номен встречался также в других частях Италии (к примеру, Этрурия и Лукания). Номен Flavius имеет латинское происхождение и происходит от когномена Flavus, использовавшегося рядом родов и означающим «золотой» или «золотисто-коричневый». Вероятно, это относилось к светлым волосам, которыми обладал один из первых членов семьи.

## Преномены
Ранние Флавии использовали преномены Марк, Квинт, Гай и Луций. Из них в семействе Фимбриев известны только Гай и Луций. Флавии Сабины, по-видимому, ограничивались только преноменом Тит и отличали своих сыновей, используя различные когномены (обычно давая младшим сыновьям те, которые происходили от номенов их предков по материнской линии).

## Ветви и когномены
Флавии времён Республики использовали когномены «Фимбрия» (Fimbria), «Галл» (Gallus), «Лукан» (Lucanus) и «Пузион» (Pusio). Только Фимбрии, чей когномен относится к бахроме или границе, представляли собой отдельное семейство. Галл и Лукан относятся к когноменам, производным от мест происхождения или ассоциируемым соответственно с Галлией и Луканией, хотя Галл (очень распространённый когномен) также мог относиться к петуху.
Флавии Сабины, чей когномен указывает на сабинянское происхождение, получили известность уже при Империи. Они происходили от Тита Флавия Петрона, легионера из Реаты, который сражался под началом Гнея Помпея Великого. В течение двух поколений семья достигла такого социального уровня, что два внука Петрона были консулами-суффектами в 47 и 51 годах; младший из них отправился в Рим во главе армии в год четырёх императоров и претендовал на императорское достоинство под именем Веспасиана. Однако менее чем за тридцать лет семья была в значительной степени разрушена в результате деятельности сына Веспасиана, императора Домициана.
Флавий Тициан может быть потомком Флавия Сабина через консула Тита Флавия Клемента, племянника Веспасиана. Первый из этой ветви, Тит Флавий Тициан, который был правителем Египта с 126 по 133 год, возможно, был его сыном.
Семья Флавиев, носившая когномен Валент, жила в Атрии, а оттуда в имперские времена переселилась в Рим, где двое из них служили префектами разных когорт.

## В качестве императорского титула
Император Клавдий Готский утверждал, что происходит от династии Флавиев, а Константин Великий, в свою очередь, утверждал, что происходит от него через своего отца, Констанция Хлора. В результате имя Флавий/Флавия носили все члены династии Константина. После его использования династией Константинов это имя приобрело атрибуты императорского титула, подобно тому, как Антонин использовался династией Северов, которая следовала за Антонинами. Его носили члены династий Валентиниана и Феодосия, а впоследствии — варварские правители, претендовавшие на то, чтобы быть их законными преемниками. Начиная с единоличного правления Гонория имя не использовалось в официальном контексте в течение V века, и немногие сохранившиеся примеры — это переписанные императорские письма, отражающие укоренившиеся в народном восприятии ассоциации имени с императорской должностью, а не официальная номенклатура. При Юстиниане I это имя вновь вошло в императорскую титулатуру; так было и при его преемниках вплоть до времён Юстиниана II.